# Phyllium frondosum
Phyllium frondosum är en insektsart som beskrevs av Ludwig Redtenbacher 1906. Phyllium frondosum ingår i släktet Phyllium och familjen Phylliidae. Inga underarter finns listade i Catalogue of Life.